# Kōhei Hirate
Kōhei Hirate (平手 晃平?) (Komaki, Japón; 24 de marzo de 1986) es un piloto de automovilismo japonés. Es piloto de la GP2 Series y probador de Fórmula 1.
Comienza en el Karting, proclamándose, con 13 años, campeón del All Japan Junior Kart Championship. Desde 1999 hasta 2001 participó en el All Japan Kart Championship quedando tercero y quinto, además de participar en el campeonato de la FIA Oceanía. En 2002 corrió en la Fórmula Toyota con el equipo TOM'S Spirit  quedando segundo con cuatro victorias.
En 2003 llega a la Fórmula Renault en el equipo Prema Power donde estaría dos años, corriendo además en la Fórmula 3 Euroseries. Cambió de equipo en 2005, firmando por el Team Rosberg y en 2006, cuando empezó a correr para Manor Motorsport ambos equipos de Fórmula 3. Ese mismo año ingresa en el programa de jóvenes pilotos de Toyota llamado TDP por sus siglas en inglés, siendo tercer piloto de Toyota F1 durante las temporadas 2006 y 2007. A inicios de 2007 fue confirmado como piloto de GP2 Series por el equipo italiano Trident Racing donde estuvo con el venezolano Pastor Maldonado. En 2008, Hirate regresó a Japón, participando desde entonces en Super GT y en la Fórmula Nippon, donde ha conseguido buenos resultados, siendo 4º en la clasificación general en 2008, y 5º en 2009 con el Team Impul.

## Resumen de carrera
| Temporada | Categoría                        | Equipo           | Carreras | Victorias | Poles | VR | Podios | Puntos | Pos. |
| --------- | -------------------------------- | ---------------- | -------- | --------- | ----- | -- | ------ | ------ | ---- |
| 2002      | Formula Toyota                   | TOM'S Spirit     | ?        | 4         | 2     | ?  | ?      | ?      | 2º   |
| 2003      | Formula Renault 2000 Italia      | Prema Powerteam  | 12       | 1         | 0     | 1  | 2      | 113    | 8º   |
| 2003      | Formula Renault 2000 Masters     | Prema Powerteam  | 8        | 0         | 0     | 0  | 0      | 8      | 21.º |
| 2003      | Formula Renault 2000 Alemania    | Franken Racing   | 4        | 0         | 0     | 0  | 0      | 33     | 24º  |
| 2003      | Formula Renault 2000 Holanda     | ?                | ?        | ?         | ?     | ?  | ?      | 15     | 21.º |
| 2004      | Fórmula 3 Euroseries             | Prema Powerteam  | 4        | 0         | 0     | 0  | 0      | 0      | 28º  |
| 2004      | Bahrain Superprix                | Prema Powerteam  | 1        | 0         | 0     | 0  | 0      | N/A    | 12º  |
| 2004      | Formula Renault 2000 Italia      | Prema Powerteam  | 15       | 6         | 6     | 2  | 10     | 266    | 2º   |
| 2004      | Formula Renault 2000 Alemania    | Prema Powerteam  | 2        | 0         | 0     | 0  | 0      | 25     | 25º  |
| 2004      | Desafío Fórmula Renault Asiática | Asia Racing Team | 1        | 0         | 0     | 0  | 0      | 0      | NC   |
| 2005      | Fórmula 3 Euroseries             | Team Rosberg     | 20       | 0         | 0     | 0  | 1      | 18     | 11º  |
| 2005      | Masters de Fórmula 3             | Team Rosberg     | 1        | 0         | 0     | 0  | 0      | N/A    | 5º   |
| 2005      | Gran Premio de Macao             | Team Rosberg     | 1        | 0         | 0     | 0  | 0      | N/A    | NC   |
| 2006      | Fórmula 3 Euroseries             | Manor Motorsport | 20       | 1         | 0     | 2  | 5      | 61     | 3º   |
| 2006      | Masters de Fórmula 3             | Manor Motorsport | 1        | 0         | 0     | 0  | 0      | N/A    | 4º   |
| 2006      | Gran Premio de Macao             | Manor Motorsport | 1        | 0         | 0     | 0  | 0      | N/A    | 27º  |
| 2007      | GP2 Series                       | Trident Racing   | 21       | 0         | 0     | 0  | 1      | 9      | 19º  |
| 2008      | Temporada 2008 de Fórmula Nippon | Team Impul       | 8        | 1         | 0     | 0  | 3      | 42     | 4º   |
| 2008      | Temporada 2008 de Super GT       | apr              | 7        | 1         | 1     | 0  | 1      | 33     | 15º  |
| 2009      | Temporada 2009 de Fórmula Nippon | Team Impul       | 8        | 0         | 1     | 0  | 2      | 32     | 5º   |
| 2009      | Temporada 2009 de Super GT       | Lexus Team SARD  | 9        | 0         | 0     | 0  | 1      | 27     | 14º  |

## Resultados

### GP2 Series
(Clave) (negrita indica pole position) (cursiva indica vuelta rápida puntuable)

| Año  | Escudería      | 1   | 1   | 2   | 2   | 3   | 3   | 4   | 4   | 5   | 5   | 6   | 6   | 7   | 7   | 8   | 8   | 9   | 9   | 10  | 10  | 11  | 11  | Pos. | Puntos | Ref.  |
| ---- | -------------- | --- | --- | --- | --- | --- | --- | --- | --- | --- | --- | --- | --- | --- | --- | --- | --- | --- | --- | --- | --- | --- | --- | ---- | ------ | ----- |
| 2007 | Trident Racing | SAK | SAK | BAR | BAR | MON | MON | MAG | MAG | SIL | SIL | NÜR | NÜR | BUD | BUD | EST | EST | MNZ | MNZ | SPA | SPA | VAL | VAL | 19.º | 9      | [ 1 ] |
| 2007 | Trident Racing | 18  | Ret | 13  | 10  | 12  | 12  | Ret | 11  | 18  | Ret | 5   | 2   | 11  | 10  | Ret | Ret | Ret | 10  | Ret | 13  | Ret | 16  | 19.º | 9      | [ 1 ] |